# Karmaljukiwka
Karmaljukiwka (ukrainisch Кармалюківка; russisch Кармалюковка Karmaljukowka) ist ein Dorf im Norden der ukrainischen Oblast Odessa mit etwa 570 Einwohnern (2001).
Das im 18. Jahrhundert gegründete Dorf ist nach dem Führer der podolischen Bauernbewegung Ustym Karmaljuk benannt.
Die Ortschaft liegt auf einer Höhe von 141 m am Ufer der Kodyma, einem 155 km langen Nebenfluss des Südlichen Bugs, 16 km westlich vom Rajonzentrum Balta und 215 km nordwestlich vom Oblastzentrum Odessa.
Am 12. August 2015 wurde das Dorf ein Teil der Stadtgemeinde Balta; bis dahin bildete es zusammen mit den Dörfern Jewtodija (Євтодія) und Selenyj Haj (Зелений Гай) die Landratsgemeinde Karmaljukiwka (Кармалюківська сільська рада/Karmaljukiwska silska rada) im Westen des Rajons Balta.
Seit dem 17. Juli 2020 ist es ein Teil des Rajons Podilsk.